# Tellervo wollastoni
Tellervo wollastoni är en fjärilsart som beskrevs av Rothschild 1915. Tellervo wollastoni ingår i släktet Tellervo och familjen praktfjärilar. Inga underarter finns listade i Catalogue of Life.